# بوجار بوکوشی
بوجار بوکوشی (انگلیسی: Bujar Bukoshi; ۱۳ مهٔ ۱۹۴۷ – ۱۰ ژوئن ۲۰۲۵) اورولوژی و سیاستمدار اهل کوزوو بود. وی از ۵ اکتبر ۱۹۹۱ تا ۱ فوریه ۲۰۰۰ نخست‌وزیر این کشور بود.
بوجار بوکوشی در ۱۰ ژوئن ۲۰۲۵، در سن ۷۸ سالگی درگذشت.